# Launac
Launac és un municipi del departament francès de l'Alta Garona, a la regió d'Occitània.

## Monuments

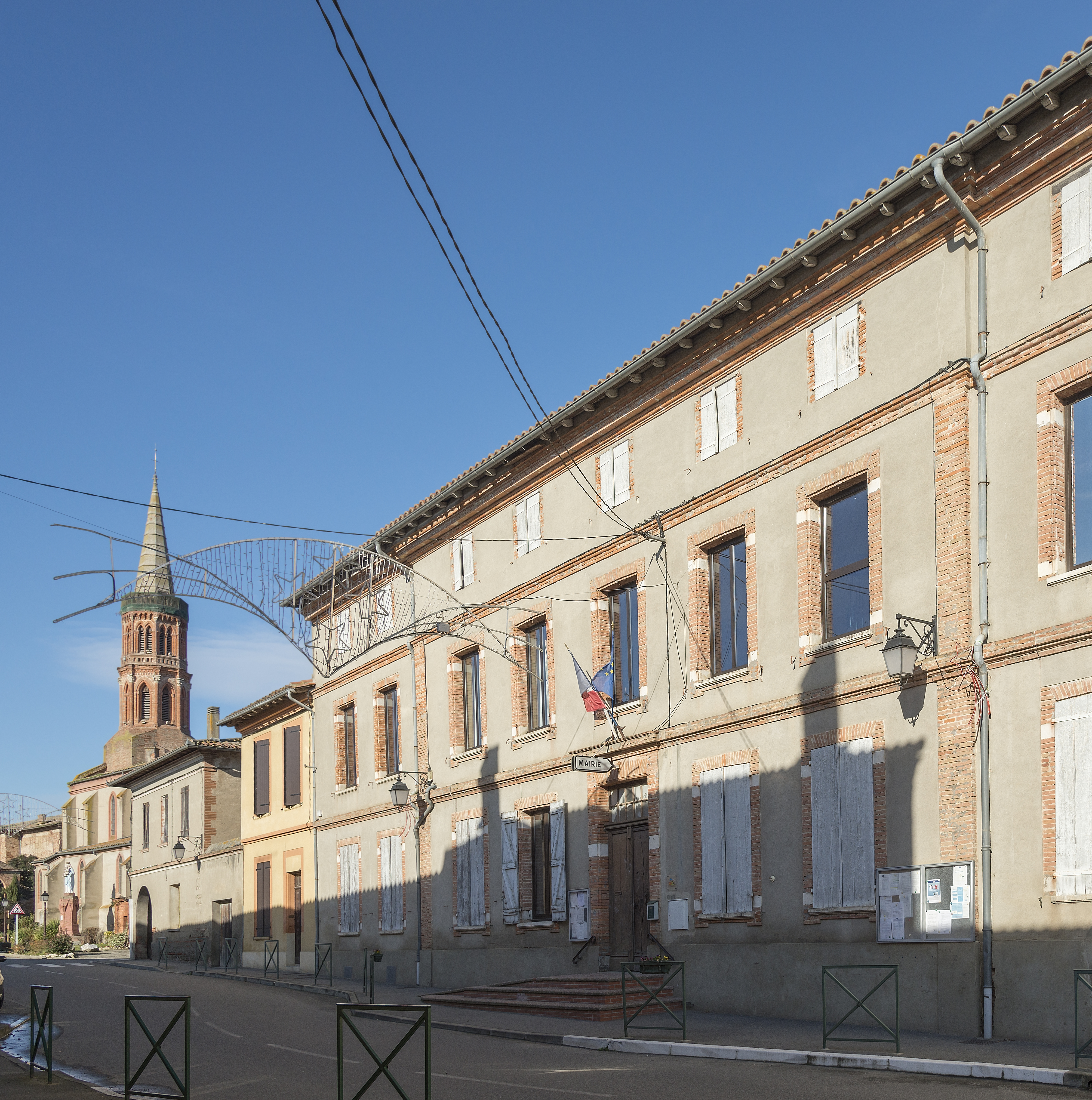
L'ajuntament.
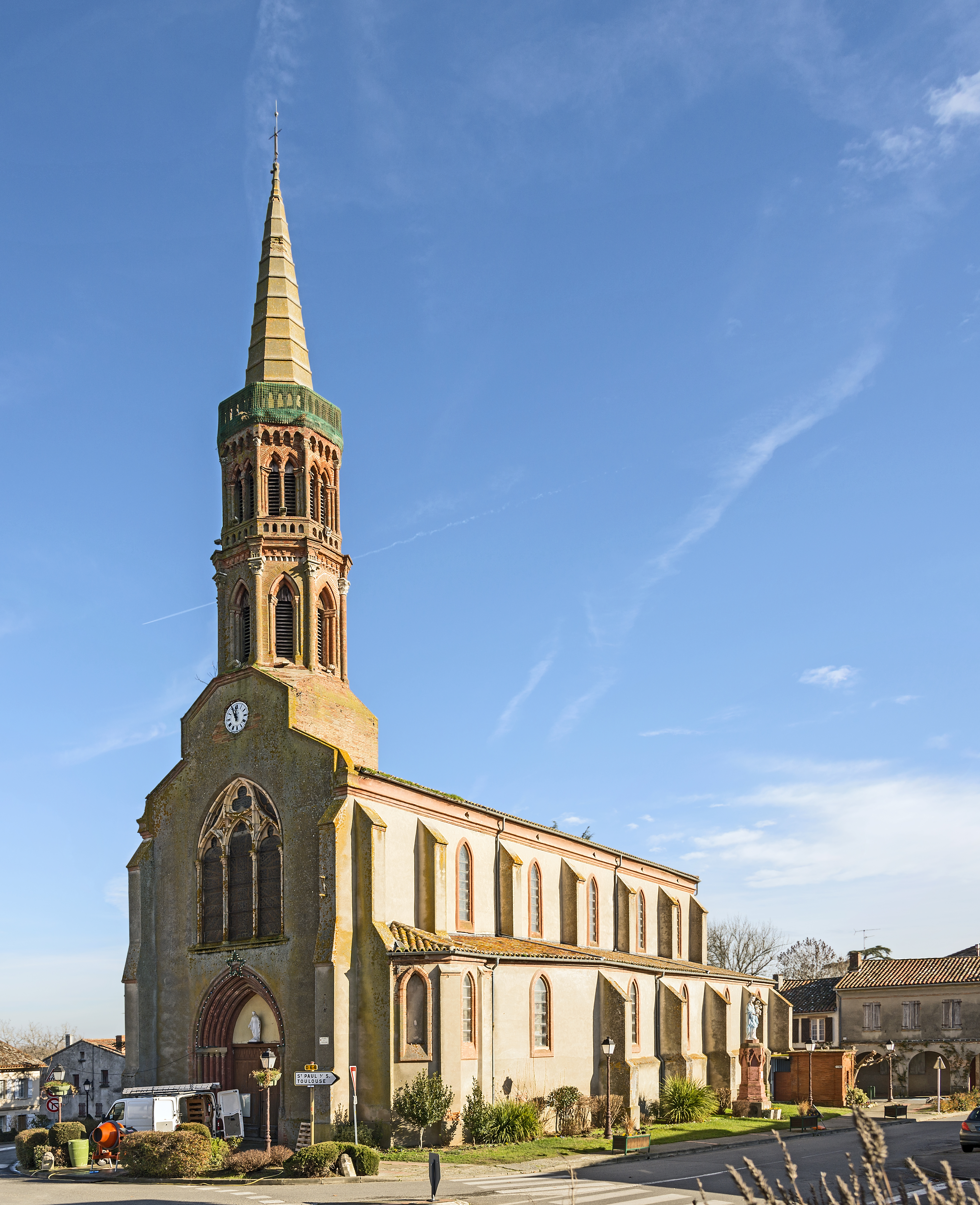
Església.
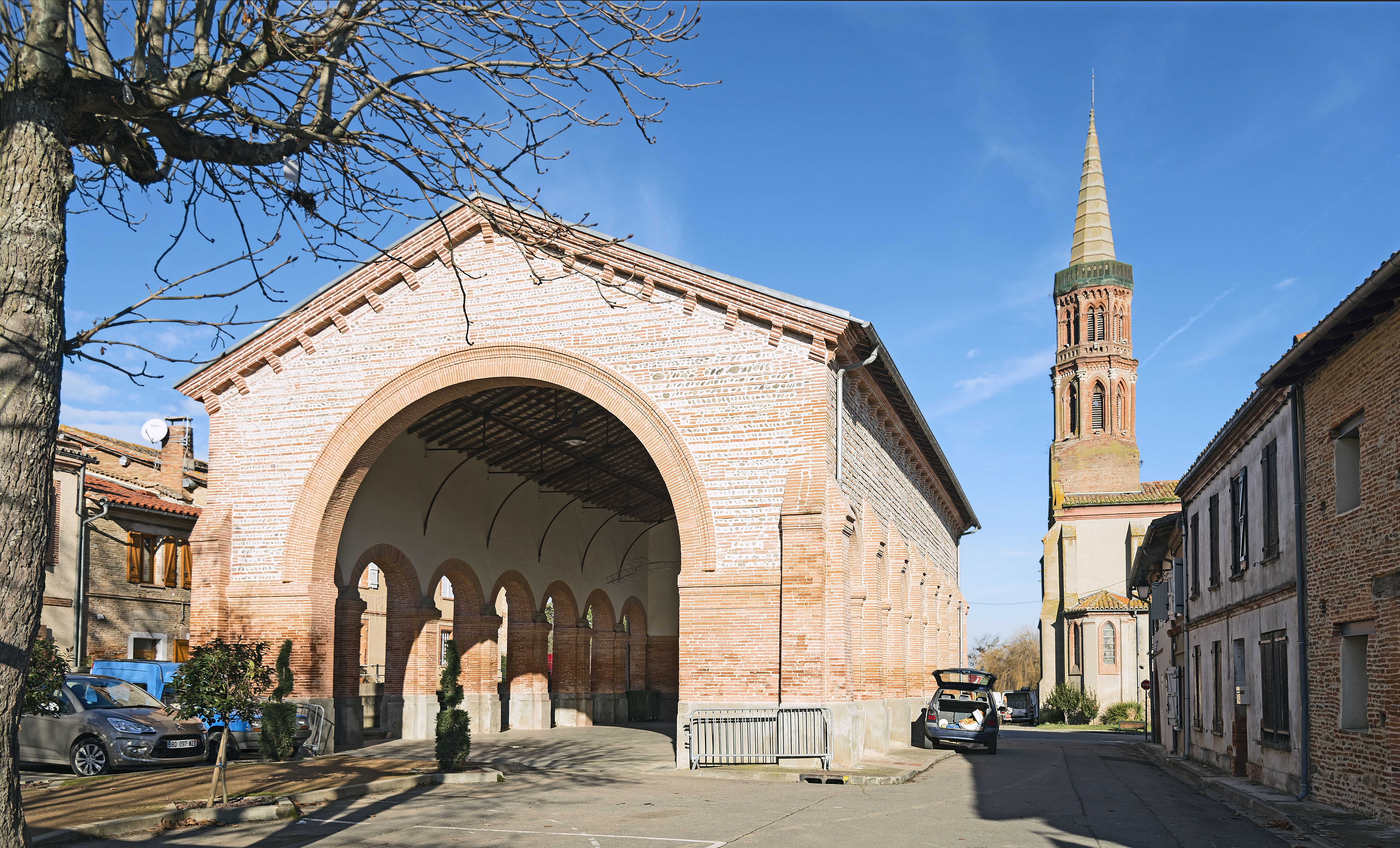
El mercat cobert.
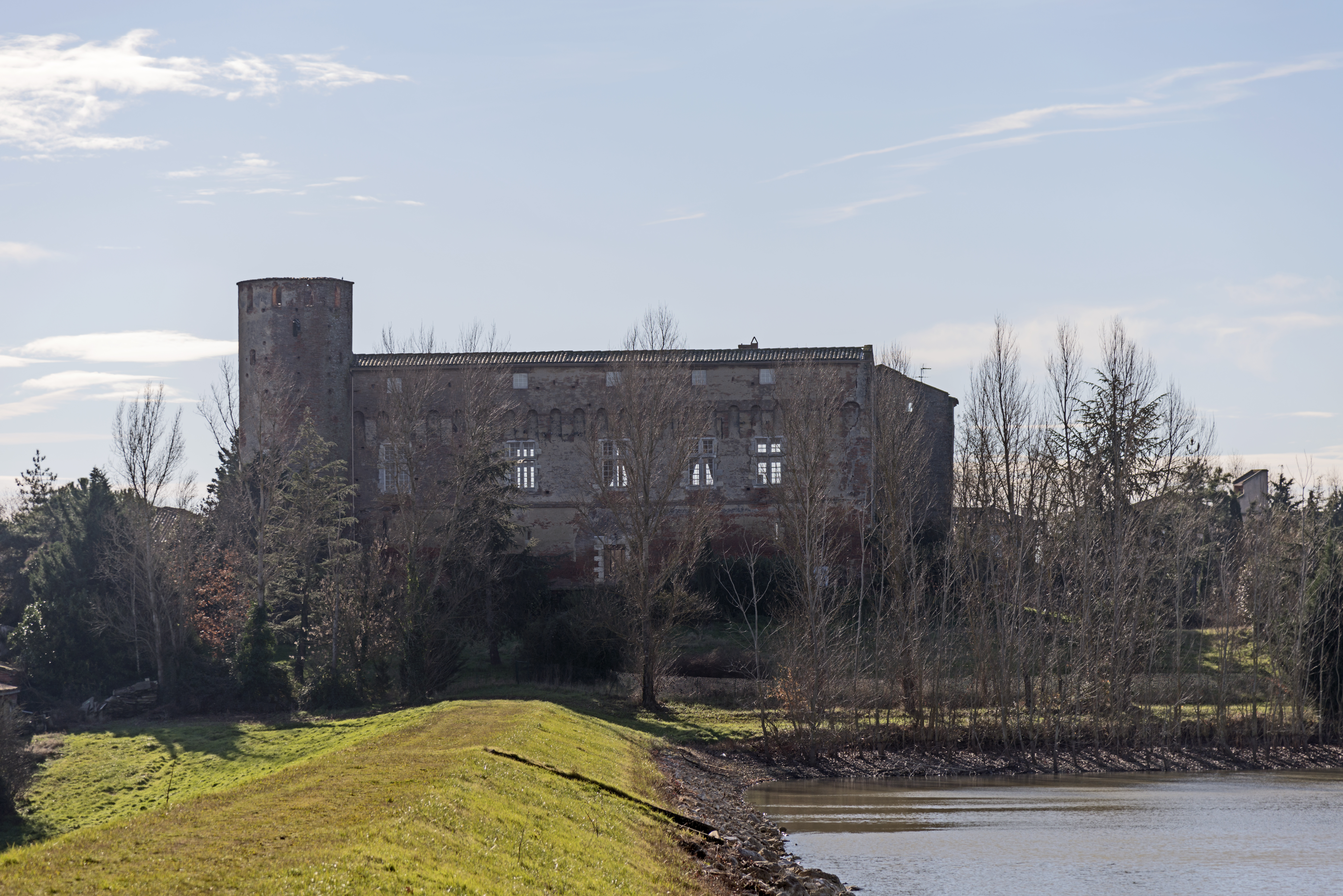
Castell.